# Montfort (Familienname)
Montfort ist ein französischer Familienname.

## Namensträger
- Alexandre Montfort (1803–1856), französischer Komponist
- Amalrich I. von Montfort († nach 1052/1053), Herr von Montfort
- Amalrich II. von Montfort († wohl 1089), Herr von Montfort
- Amalrich III. von Montfort († 1137), Herr von Montfort, Graf von Évreux
- Amalrich IV. von Montfort († 1140), Herr von Montfort, Graf von Évreux
- Amalrich V. von Montfort († 1182), Graf von Évreux
- Amalrich VI. von Montfort († vor 1213), Graf von Évreux, Earl of Gloucester
- Amalrich VII. von Montfort (1195–1241), Graf von Montfort, Konstabler von Frankreich
- Amaury de Montfort, englisch-französischer Geistlicher
- Annie de Montfort (1897–1944), französische Schriftstellerin und Widerstandskämpferin
- Anton I. von Montfort, auch Anton der Jüngere von Montfort
- Anton II. von Montfort, auch Anton der Ältere von Montfort (1635–1706), Administrator der Grafschaft Montfort
- Anton III. von Montfort (1670–1733), regierender Graf zu Tettnang und Langenargen
- Anton IV. von Montfort (1723–1787), letzter Vertreter im Mannesstamm des Adelsgeschlechts Montfort
- Bernard Sallmard de Montfort (1747–1823), französischer Zisterzienserabt
- Camill Montfort (1890–1956), deutscher Botaniker
- Casimir Friedrich Boos von Waldeck und Montfort (1724–1781), Landkomtur des Deutschen Ordens
- Edmund Montfort († 1494), englischer Ritter
- Eleanor de Montfort († 1282), englische Adlige, Fürstin von Wales
- Eleonore von Montfort († 1610), Äbtissin des Damenstifts Buchau
- Franziska von Montfort (1622–1669), Äbtissin des Damenstifts Buchau
- Guido von Montfort († 1220), Graf von Bigorre
- Guido von Montfort († 1228), Herr von Castres, La Ferté-Alais und Bréthencourt, Kreuzfahrer und Regent von Sidon
- Guido von Montfort († 1254), Herr von Lombers und Kreuzfahrer
- Guido von Montfort (1244–um 1288), englischer Adliger, Graf von Nola, siehe Guy de Montfort
- Guillaume de Montfort († 1432), Bischof von Saint-Malo
- Guy de Montfort, englischer Adliger und Rebell
- Hugo von Montfort (Hugo XII., 1357–1423), österreichischer Politiker und Poet
- Hugo I. (Montfort) († 1228), Graf von Montfort-Feldkirch
- Hugo III. von Montfort (um 1230–1309), Graf in Tettnang
- Hugo IV. von Montfort (um 1260–1310), Graf von Feldkirch
- Hugo V. von Montfort (um 1255–1338), Graf von Montfort-Bregenz und Gründer des Kollegiatstifts Staufen
- Hugo XIV. von Montfort (um 1370–1444), Meister des Johanniterordens in den deutschen Gebieten
- Hugo XVIII. von Montfort († 1662), deutscher Adliger, regierender Graf der Grafschaft Monfort
- Johann von Montfort († 1283), Herr von Toron und Tyrus
- Johann I. von Montfort († vor 1249?), Graf von Montfort-l’Amaury
- Johann X. von Montfort (1627–1686), Graf von Montfort
- Johann von Montfort-Castres († 1300), Graf von Squillace und Herr von Castres, La Ferté-Alais und Bréthencourt
- Johann Karl Joseph von Merode-Montfort (1719–1774), Feldzeugmeister, Träger des Goldenen Vließ
- Johann Nepomuk von Montfort (1723–1775), Domherr zu Köln
- Klara von Montfort (vor 1412–1449), Äbtissin des freiweltlichen Damenstifts Buchau
- Louis-Marie Grignion de Montfort (1673–1716), französischer Volksmissionar, Schriftsteller und Ordensgründer
- Marcel Montfort (1892–1971), Schweizer Offizier
- Maria Theresia von Montfort (1663–1742), Äbtissin des Damenstifts Buchau
- Michael Montfort (1940–2008), deutscher Fotograf
- Moritz Manfroni von Montfort (1832–1889), Admiral der österreichisch-ungarischen Marine
- Nicolas Alexandre Salins de Montfort (1753–1839), französischer Architekt
- Norbert Montfort (1925–2016), deutscher Diplomat
- Peter de Montfort (Piers de Montfort; um 1205–1265), englischer Adliger und Parlamentsvorsitzender
- Philipp Franz von Merode und Montfort (1669–1742), k.k. Kämmerer und Geheimer Rat, Staatsrat im niederländischen Gremium sowie Erb-Oberjägermeister
- Pierre Denys de Montfort (um 1767–1820), französischer Naturforscher und Malakologe
- Rudolf II. von Montfort († 1302), Graf von Montfort-Feldkirch und Begründer die Feldkircher Linie der Pfalzgrafen von Tübingen
- Rudolf III. von Montfort (zwischen 1260 und 1275–1334), Bischof von Chur und Konstanz
- Silvia Montfort (1923–1991), französische Schauspielerin
- Simon I. von Montfort († um 1087), Herr von Montfort
- Simon II. von Montfort († nach 1104), Herr von Montfort
- Simon III. von Montfort († 1181), Herr von Montfort, Graf von Evreux, Graf von Rochefort
- Simon IV. von Montfort († 1188), Graf von Montfort, Graf von Rochefort
- Simon de Montfort, 5. Earl of Leicester (Simon IV. von Montfort; um 1160–1218), Herr von Montfort, Herr von Rochefort
- Simon de Montfort, 6. Earl of Leicester (Simon V. von Montfort; um 1208–1265), französisch-englischer Adliger
- Simon VI. de Montfort (1240–1271), englischer Adliger und Feldherr
- Ulrich VII. von Montfort-Tettnang (vor 1485–1520), letzter Vertreter im Mannesstamm der Grafen von Montfort-Tettnang
- Wolfgang I. von Montfort-Rothenfels (um 1489–1541), Graf von Montfort in Tettnang und Rothenfels sowie Hofrat und oberösterreichischer Statthalter